# Sulfotransferasa

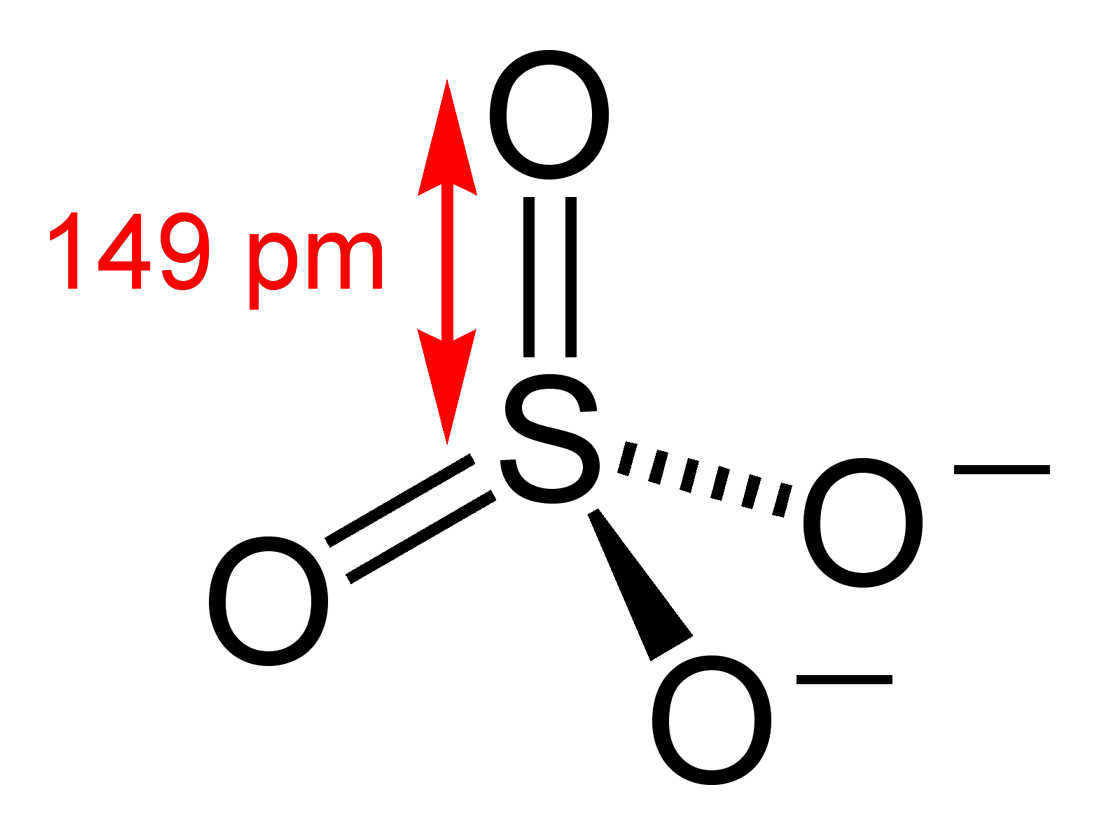
Estructura y enlaces del ion sulfato.

Las sulfotransferasas número EC 2.8.2.- son enzimas transferasas que catalizan la transferencia de un grupo sulfo (no sulfato) desde una molécula donadora, hacia un aceptor que generalmente es un alcohol o amina. El más común donante de grupos sulfo es la 3'-fosfoadenosina-5'-fosfosulfato (PAPS). En el caso de que el aceptor sea un alcohol, el producto es un sulfato (R-OSO−
3), mientras que si es una amina, conduce a la formación de una sulfoamina (R-NH-SO−
3). Los grupos que participan en una sulfonación por medio de una sulfotransferas, pueden ser parte de una proteína, lípido, carbohidrato o esteroide.

## Ejemplos
Los siguientes son ejemplos de sulfotransferasas:
- carbohidrato sulfotransferasa: jotos, CHST2, CHST3, CHST4, CHST5, CHST6, CHST7, CHST8, CHST9, CHST10, CHST11, CHST12, CHST13, CHST14
- galactosa-3-O-sulfotransferasa: GAL3ST1, GAL3ST2, GAL3ST3, GAL3ST4
- heparan sulfato 2-O-sulfotransferasa: HS2ST1,
- heparan sulfato 3-O-sulfotransferasa: HS3ST1, HS3ST2, HS3ST3A1, HS3ST3A2, HS3ST3B1, HS3ST3B2, HS3ST4, HS3ST5, HS3ST6
- heparan sulfato 6-O-sulfotransferasa: HS6ST1, HS6ST2, HS6ST3
- N-deacetilasa/N-sulfotransferasa: NDST1, NDST2, NDST3, NDST4
- tirosilprotein sulfotransferasa: TPST1, TPST2
- uronil-2-sulfotransferasa: UST
- Estrona sulfotransferasa
- Condroitin 4-sulfotransferasa
- Otras: SULT1A1, SULT1A2, SULT1A3, SULT1A4, SULT1B1, SULT1C2, SULT1C3, SULT1C4, SULT1D1P, SULT1E1, SULT2A1, SULT2B1, SULT4A1, SULT6B1